# Grace Hoffman
Grace Hoffman, all'anagrafe Goldie Hoffman (Cleveland, 14 gennaio 1921 – Stoccarda, 26 gennaio 2008) è stata un mezzosoprano statunitense.

## Biografia
Nata a Cleveland in una famiglia di origini ungheresi, studiò letteratura e musicologia in patria, prima di perfezionare gli studi canori a Roma con Mario Basiola. Nel 1951 fece il suo debutto con la Wagner Opera Company come Lucia in Cavalleria rusticana. Nello stesso anno esordì al Maggio Musicale Fiorentino nell'Aida, nella parte di una sacerdotessa. Nel 1952 cantò per la prima volta nel ruolo di Azucena ne Il trovatore alla Opernhaus Zürich. Nel 1955 si trasferì a Stoccarda, dove cantò alla Staatsoper Stuttgart fino al 1992.
Nel 1955 esordì al Teatro alla Scala come Fricka ne La valchiria, accanto a Martha Mödl, Wolfgang Windgassen e Hans Hotter; sarebbe tornata al Piermarini nel 1974 come Erodiade in Salomè accanto a Gwyneth Jones. Nel 1956 fece il suo debutto alla Wiener Staatsoper come Eboli nel Don Carlo; apparve regolarmente a Vienna fino al 1990, cantando nei ruoli di Brangäne nel Tristano e Isotta, Amneris in Aida, Santuzza in Cavalleria rusticana, Mary ne L'olandese volante, la madre di Wesener in Die Soldaten, Clitennestra in Elettra, Azucena, Kundry nel Parsifal, Ortrud nel Lohengrin, Geneviève in Pelléas et Mélisande, Maddalena in Rigoletto, Erodiate in Salomè, Venus in Tannhäuser e Ulrica in Un ballo in maschera. Nel 1958 fece il suo debutto al Metropolitan Opera House come Brangäne; sarebbe tornata al Met nel 1971 nella stessa parte, questa volta accanto a Birgit Nilsson. Nel 1959 esordì alla Royal Opera House come Eboli nel Don Carlo, tornando al Covent Garden fino al 1964 come Amneris in Aida, Kundry in Parsifal e Fricka ne La Valchiria.
Nel 1964 cantò come Elisabetta nella Maria Stuarda al Carnegie Hall. Tra il 1957 e il 1970 cantò regolarmente al Festival di Bayreuth come Brangäne in Tristano e Isotta e Ortrud nel Lohengrin, nonché nei ruoli di Siegrune, Waltraute e Fricka ne L'anello del Nibelungo. Tra il 1960 e il 1975 cantò di frequente anche al Teatro Colón, dove appare come Fricka, Brangäne, Erodiade, Dorabella in Così fan tutte, Clitennestra in Elettra, la nutrice La donna senz'ombra e Kostelnička in Jenůfa. Nel 1978 fu nominata professoressa della Staatliche Hochschule für Musik und Darstellende Kunst, ma non rinunciò all'attività sulle scene.
È morta a causa di un cancro al pancreas nel 2008 all'età di 89 anni.

## Discografia (parziale)
- 1961 - Salomè - Birgit Nilsson, Eberhard Waechter, Gerhard Stolze, Waldemar Kmentt. Dir. Georg Solti. Decca Records

## Videografia (parziale)
- Die Soldaten - Bernhard Kontarsky, direttore: Nancy Shade, Mark Munkittrick, Milagro Vargas, Grace Hoffman, Michael Ebbecke, Elsie Maurer, William Cochran, Alois Treml, Gregor Brodocz, Guy Renard, Karl-Friedrich Dürr, Klaus Hirte, Raymond Wolansky, Ursula Koszut, Jerrold van der Schaaf, Johannes Eidloth, Robert Wörle, Helmut Holzapfel; Staatsoper Stuttgart Chorus, Staatsorchester Stuttgart; Harry Kupfer, regista. CD: 1988–1989 (Teldec), WARNER classics 2011, DVD: 1989 (Arthaus).